# Erich Leo Lehmann
Erich Leo Lehmann (20 de novembre de 1917 – 12 de setembre de 2009) va ser un estadístic dels Estats Units que va contribuir a la prova de tests de l'estadística no paramètrica. Ell és un dels epònims del teorema de Lehmann–Scheffé i l'estimador de Hodges i Lehmann de la mediana d'una població.
Lehmann es doctorà a la Universitat de Califòrnia el 1946.
Va ser editor de "The Annals of Mathematical Statistics" i president del Institute of Mathematical Statistics.

## Publicacions seleccionades

### Llibres
- Basic Concepts of Probability and Statistics, 1964, co-author J. L. Hodges
- Elements of Finite Probability, 1965, co-author J. L. Hodges